# Johan de Witthuis (Den Haag)
Het Johan de Witthuis is een rijksmonument gelegen aan de Kneuterdijk nummer 6 in Den Haag. Het huis is genoemd naar de raadpensionaris Johan de Witt, die er van 1669 tot aan zijn gewelddadig overlijden in 1672 woonde. Het huis werd opgeleverd in 1655.

## Geschiedenis
Het staat op een plek die reeds in de middeleeuwen bebouwd was. Frank van Borssele, heer van Oostervant, was de eerste eigenaar en hij bezat het hele perceel tussen de Kneuterdijk en het Noordeinde en tussen de Heulstraat en de Hartogstraat, die toen nog het Stinksteegje werd genoemd. Hij had nog een kleiner huis aan de Kneuterdijk hoek Plaats, een huis in de Spuistraat en enkele huizen buiten Den Haag. Om de bijgebouwen en de tuin was een muur, waarvan in de Hartogstraat nog een deel te zien is. 
Van Borselen overleed kinderloos in 1470 waarna het bezit overging naar een familielid, Floris van Egmond, die ook stadhouder van Holland was. Van Egmond verkocht dit bezit en verhuisde naar het Binnenhof. Mr. Abel van der Coulster woonde er van 1520 tot zijn overlijden. Zijn zoon verkocht het in 1550 aan Erik van Brunswijk, die in 1573 in de Orde van het Gulden Vlies werd opgenomen.
Nadat de protestanten de katholieken verdreven hadden, werd zijn bezit in beslag genomen door de nieuwe regering. Zo kwam het in handen van de Staten van Holland. Zijn nazaten eisten het bezit terug, maar het duurde tot 1650 eer Filips van Hohenlohe-Neuenstein het toegewezen kreeg. Hij was getrouwd met Maria van Oranje, de dochter van Willem van Oranje. Zij hadden ook nog een kasteel in Buren, waar ze meer vertoefden. Het huis kon dus ook gebruikt worden als logement.
Niet lang na het overlijden van haar man verkocht Maria het huis aan Erik Dimmer, die overleed in 1630. Diens erfgenamen verkochten het huis in 1636 aan Cornelis Musch, die toen net griffier van de Staten van Holland was geworden. Hij kocht de helft en huurde de andere helft, tot hij deze in 1649 wist aan te kopen.
Op 17 mei 1652 werd het huis gekocht door Mattheus Hoeufft uit Dordrecht, getrouwd met Maria Sweerts. Zijn tweelingbroer Diederik was getrouwd met Maria de Witt, de zuster van Johan. Diverse bijgebouwen werden afgebroken, het huidige Johan de Witthuis werd gebouwd en ondertussen woonde hij in het middeleeuwse hoofdgebouw (nummer 8). Uit die tijd dateert de tuinmuur langs de Hartogstraat. Er kwam een nieuw koetshuis en een nieuwe brug over de beek. Maria Sweerts overleed voordat het huis voltooid was. Hij verhuisde in 1655 naar het nieuwe huis en verhuurde het pand op nummer 8 aan de Deense gezant. Toen Mattheus Hoeufft overleed, verhuurde Diederik het huis aan diens zwager Johan de Witt, die in 1668 weduwnaar was geworden. Hij huurde ook nummer 8 waar Johans zwager Andries Bicker met zijn gezin kwam wonen. Na diens vertrek stond het huis lange tijd leeg. 
Achter het terrein lag de Haagse Beek. De paarden van Mattheus Hoeufft Jr. verlieten de binnenhof over de brug naar het Noordeinde. Hij ging vaak op jacht en had afzonderlijke bijgebouwen voor zijn honden en valken.
Prins Alexander van Oranje-Nassau (1851-1884) heeft na zijn studie een periode in deze woning gewoond, nadat zijn vader Koning Willem III het huis voor hem aangekocht had. Hij is daar op 21 juni 1884 ook overleden.
Sinds 1980 is het gebouw in het bezit van de Staat der Nederlanden en wordt het gebruikt voor representatieve doelen. In 2017 en 2021 werd het pand gebruikt voor onderhandelingen bij de formatie van een nieuw kabinet.

## Bouw en restauraties
- 17 mei 1652 - Aankoop door Mattheus Hoeufft van de aanwezige bebouwing
- 13 juni 1652 - Vergunningaanvraag door Mattheus Hoeufft voor nieuwbouw. Architect is Pieter Post of Justus Vingboons
- 1653 - Aanvang bouw
- 1655 - Oplevering
- 1730 - Verbouwing door (Etienne?) Girardot de Chancourt
- 1920 - Van sloop gered
- 1960 - Restauratie onder leiding van C.W. Royaards[5]
- 1966 - Restauratie
- 2004 - Restauratie

## Galerij (interieur)

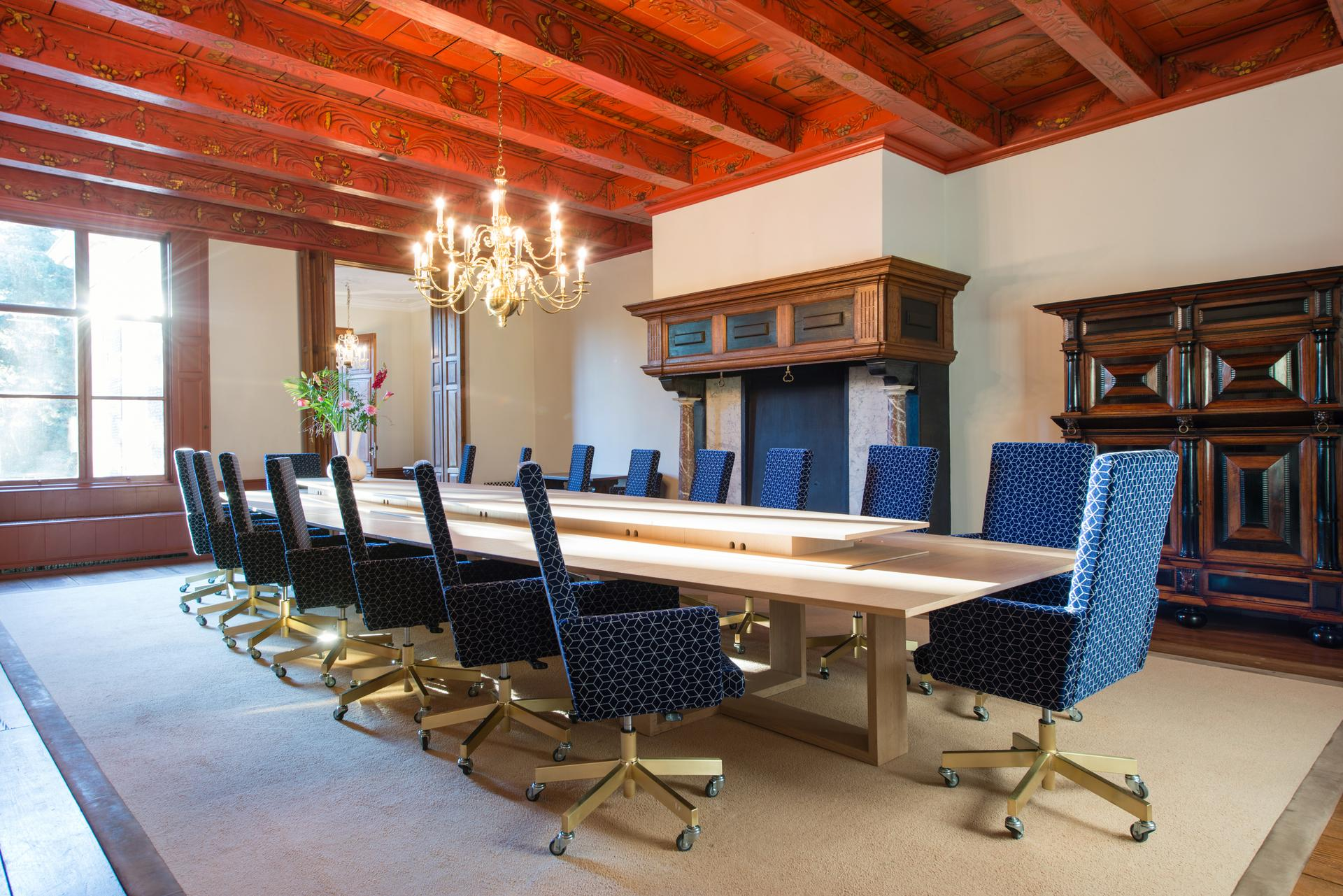
Rode zaal
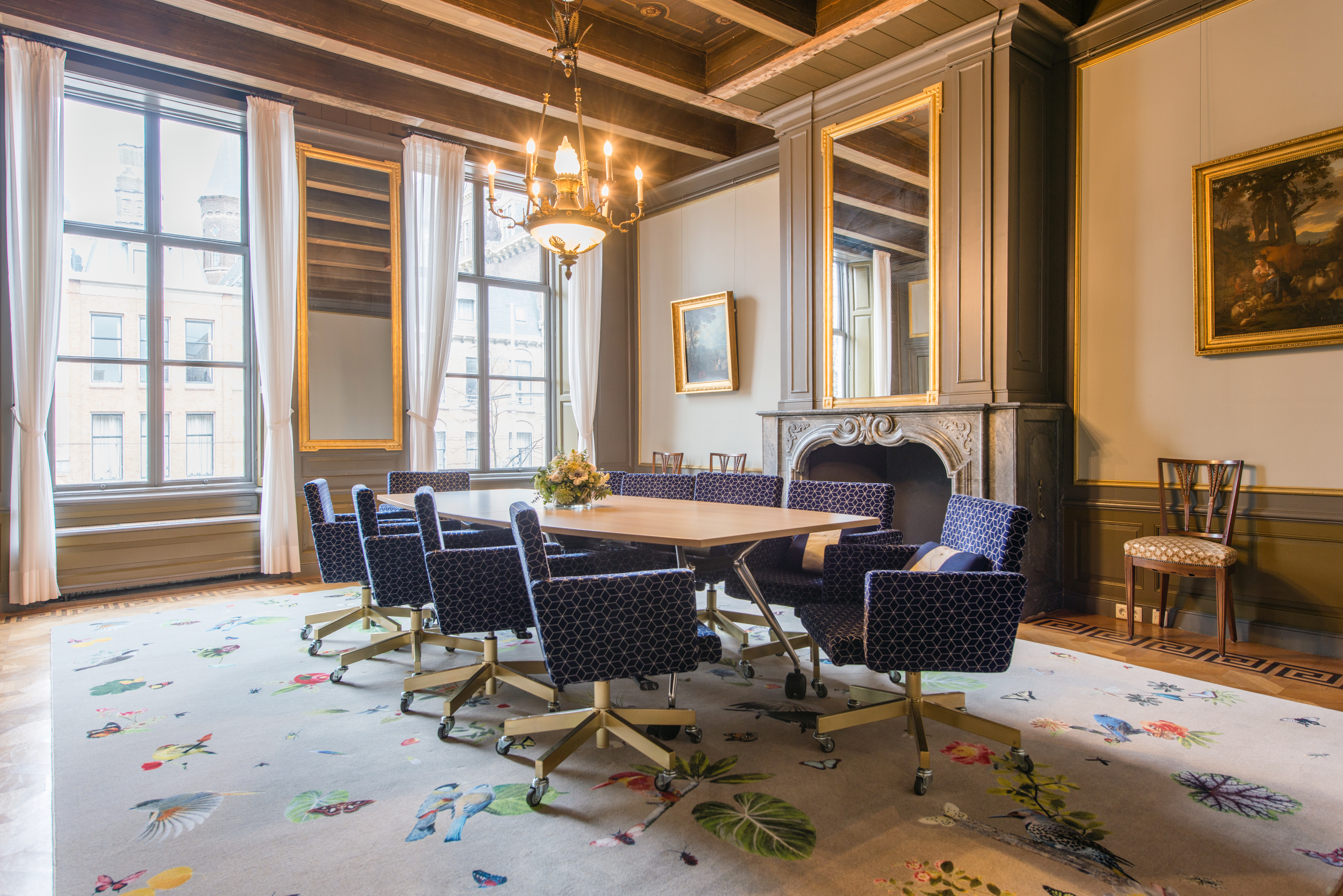
Groene zaal
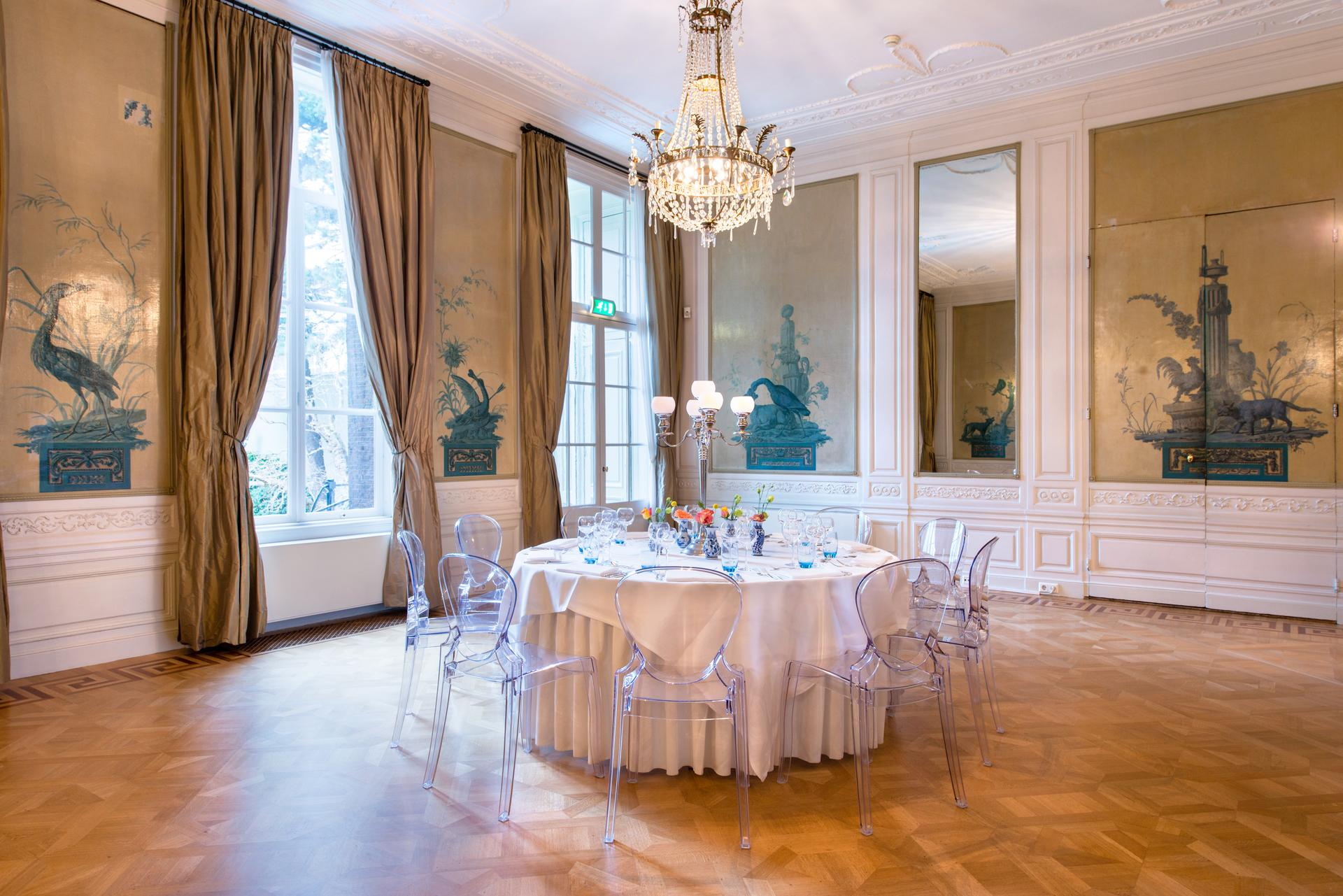
La Fontaine zaal
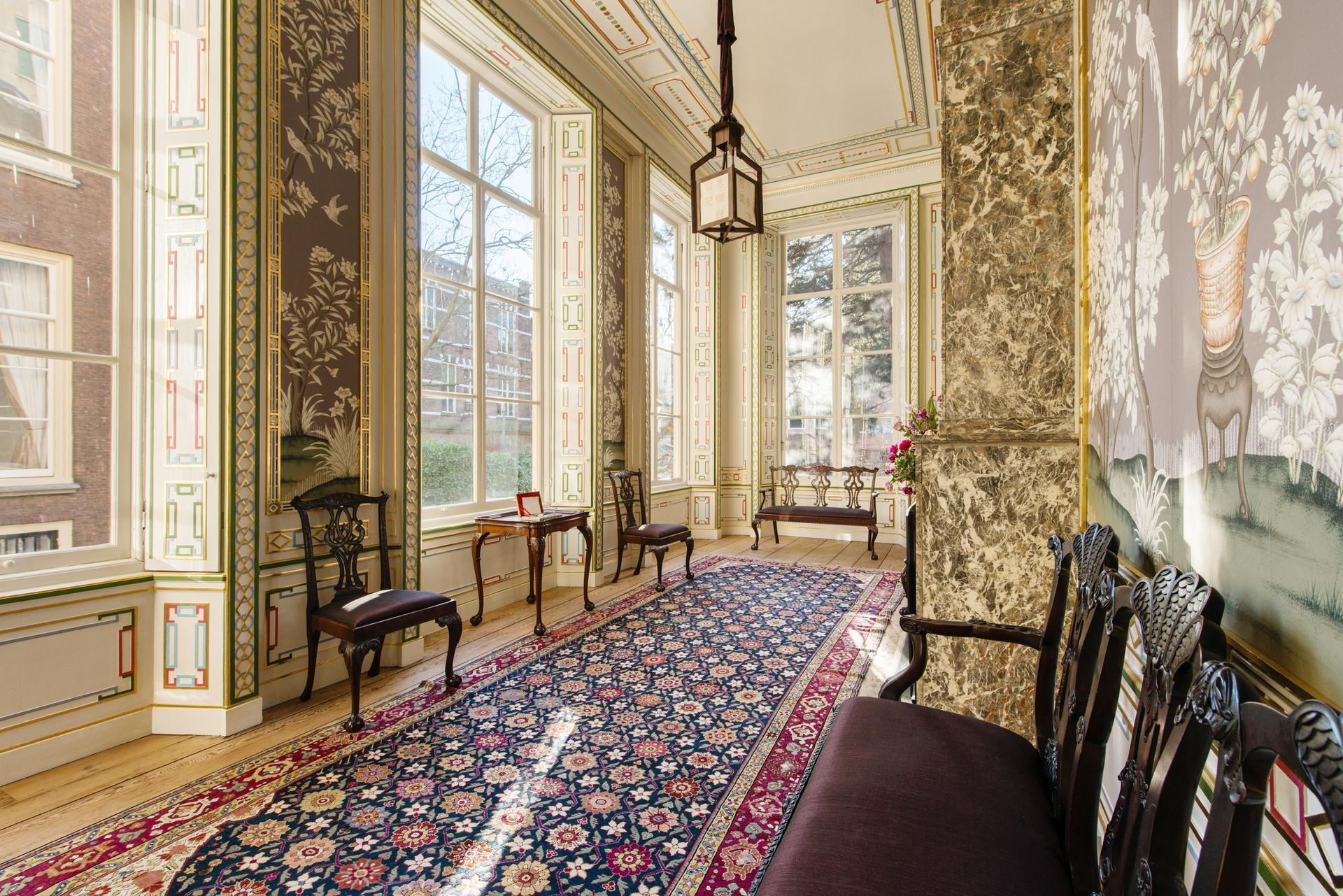
Chinese kamer
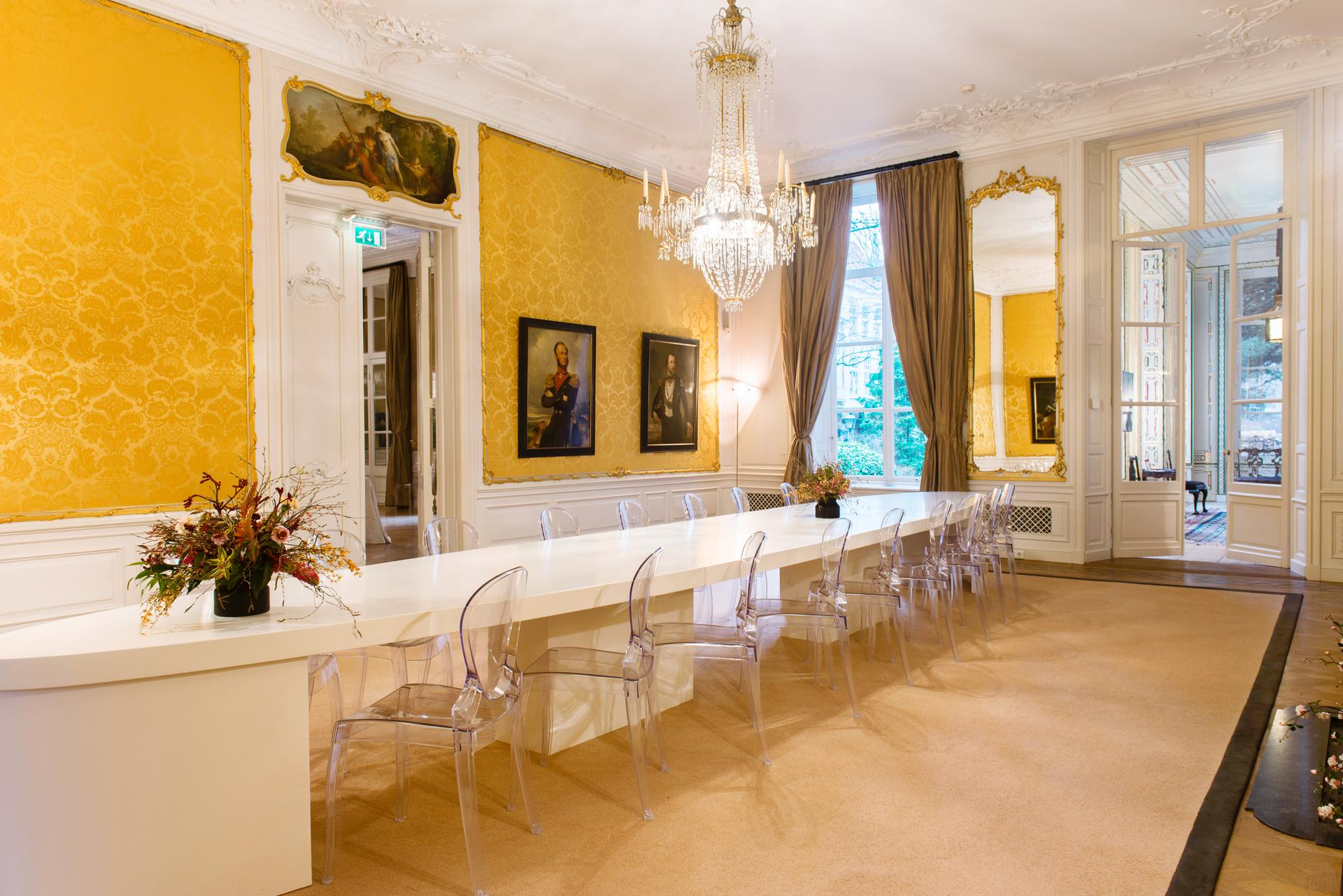
Grote salon
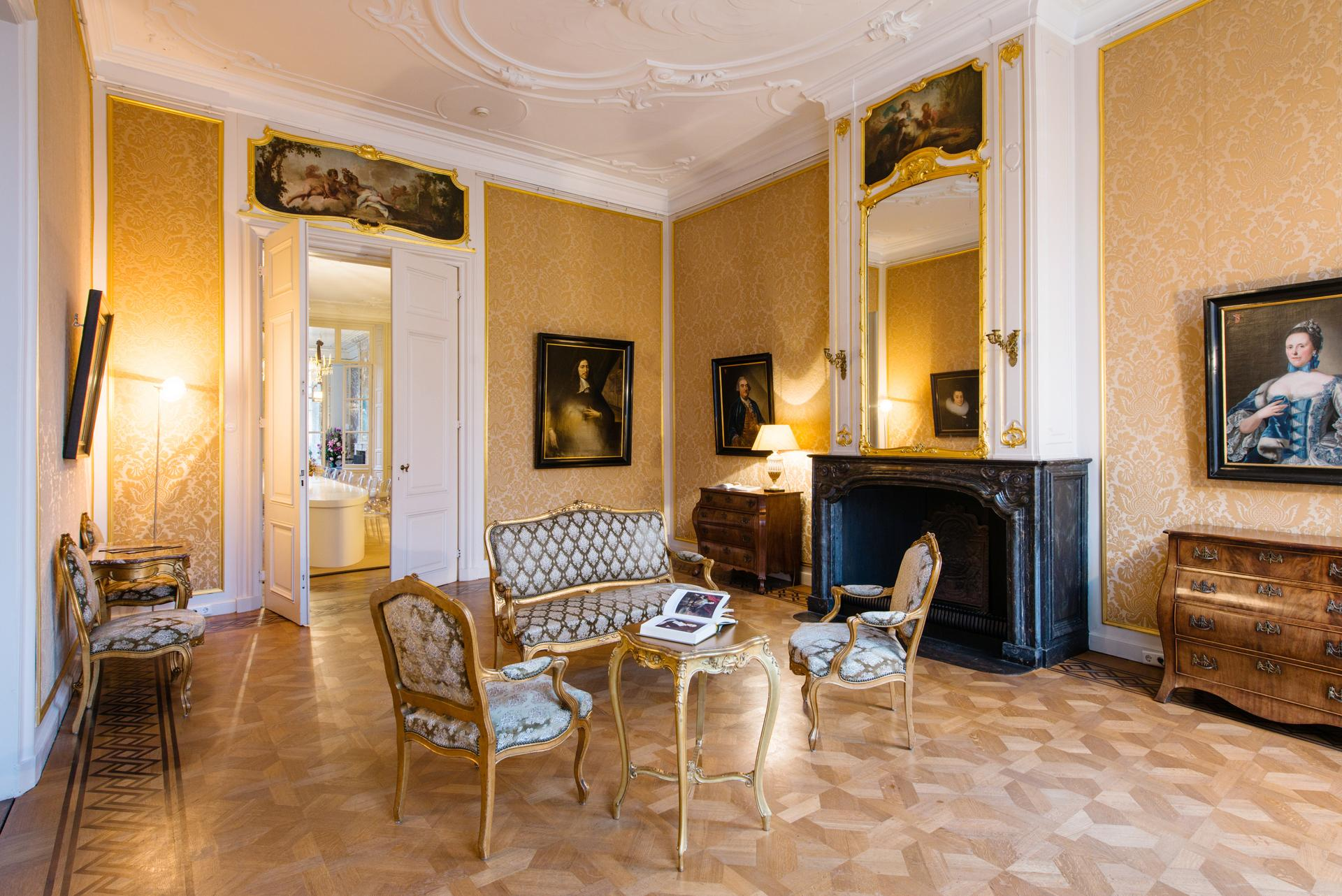
Kleine salon
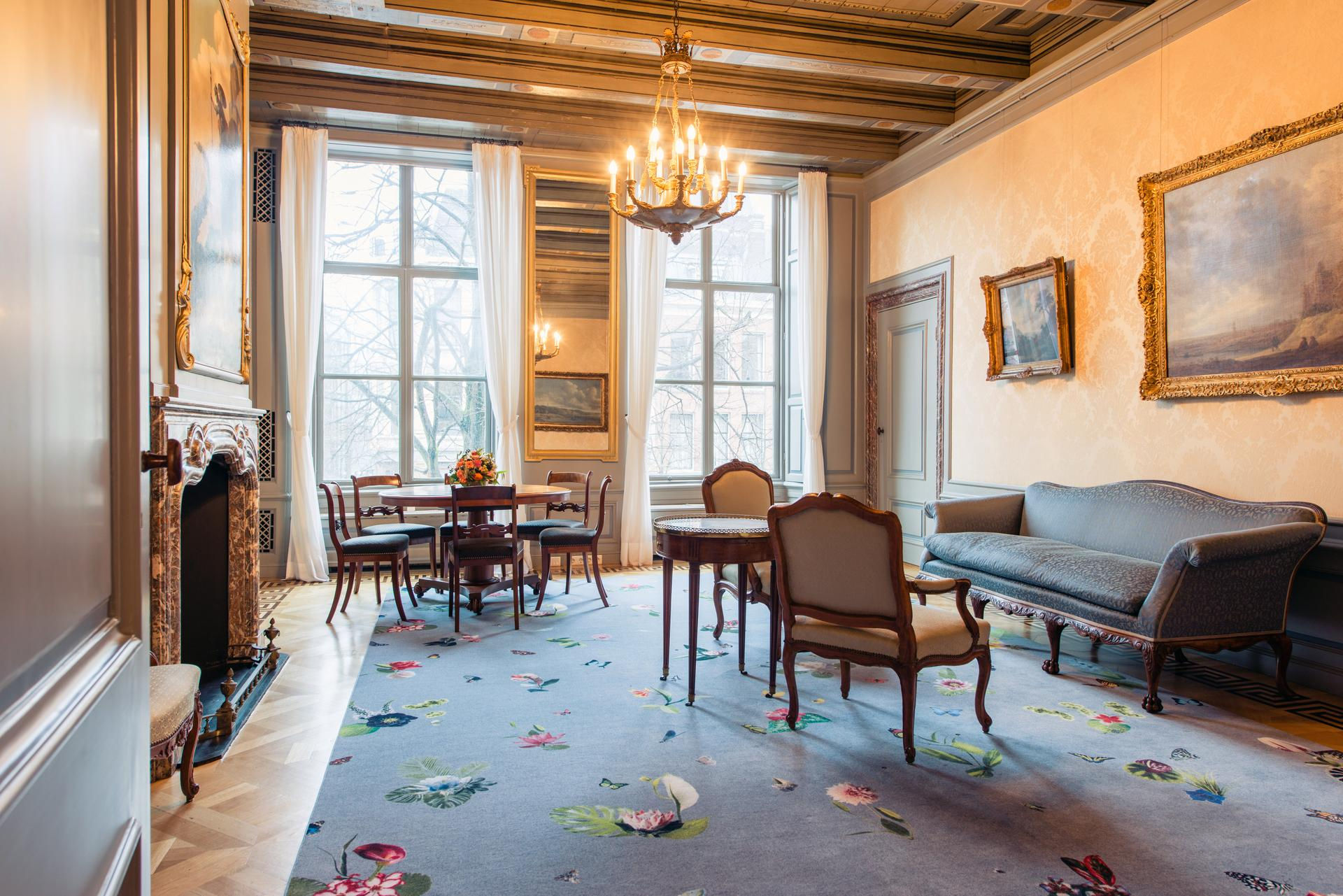
Heren salon
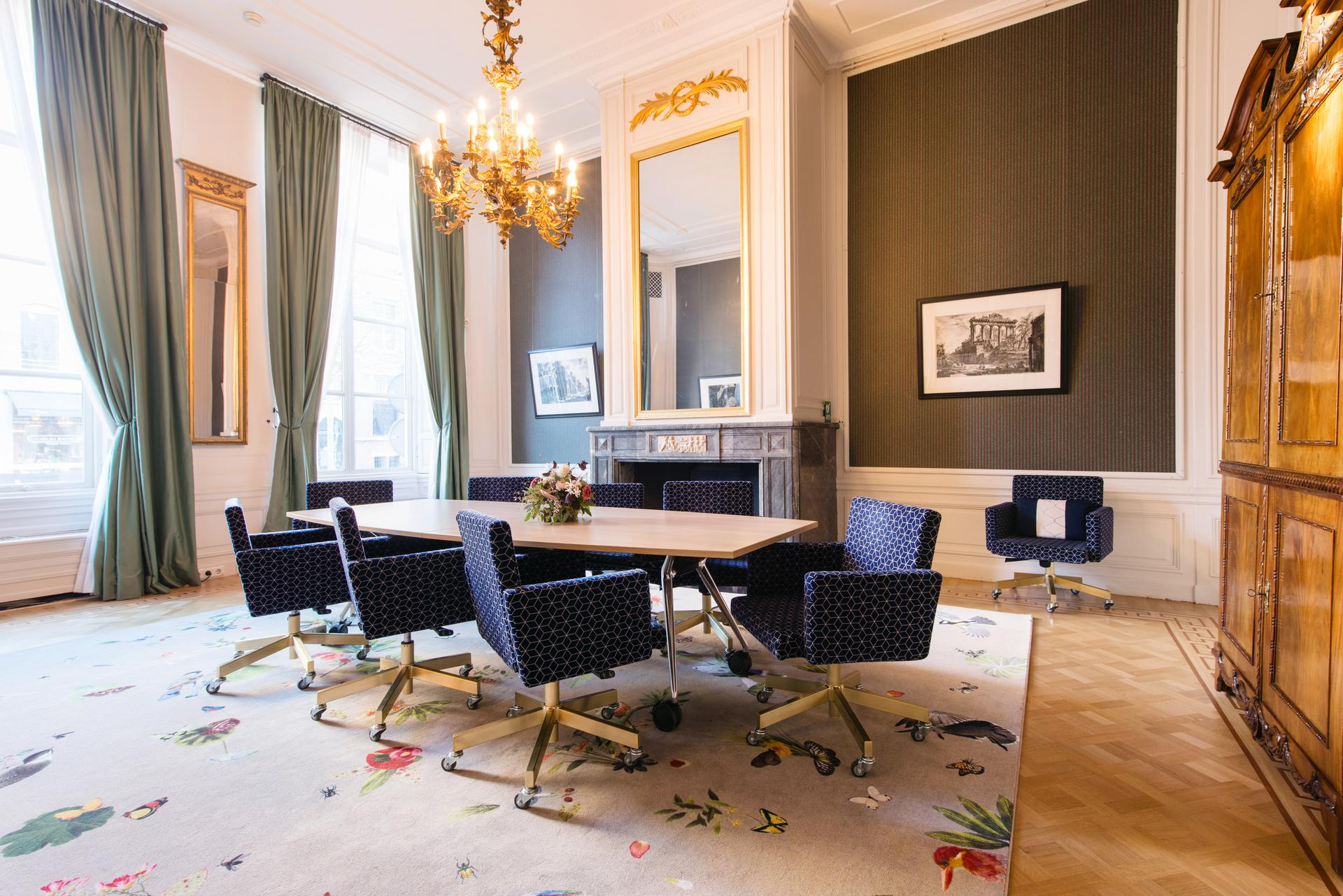
Private zijkamer